# Pierre Leclerc

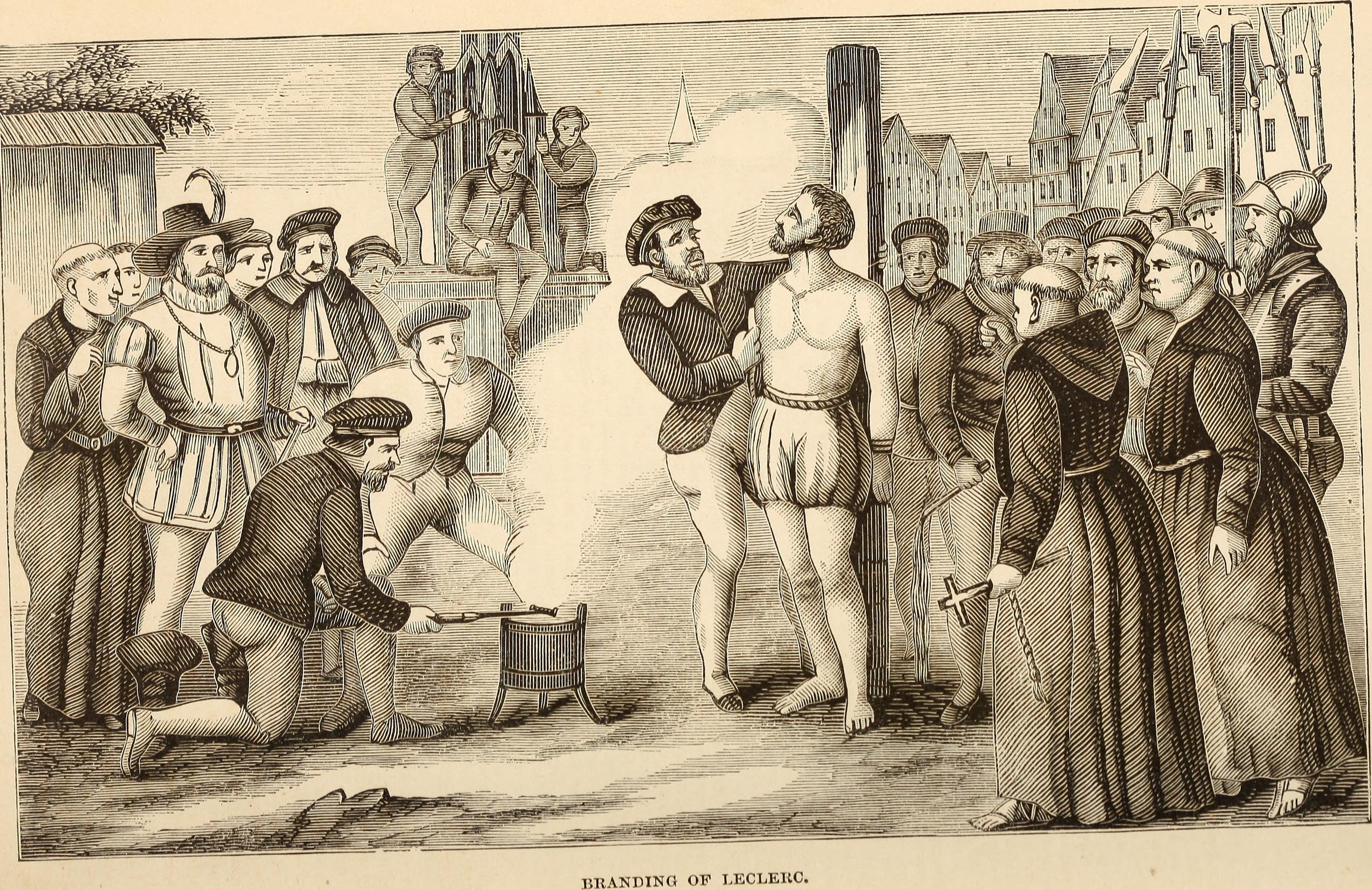
Die Zertifizierung von Pierre Leclerc (1870)

Pierre Leclerc († 6. Oktober 1546 in Meaux in Frankreich), auch Pierre le Clerc geschrieben, im englischsprachigen Bereich auch Peter Leclerc, latinisiert Petrus Clericus genannt, war ein evangelischer Märtyrer. Von Beruf war er Wollkämmer. Er und die Personen, die mit ihm zum Tode verurteilt wurden, sind unter der Bezeichnung Vierzehn Märtyrer von Meaux bekannt geworden.

## Hintergrund

### Bischof Guillaume Briçonnets Reformen
Der Bischof von Meaux, Guillaume Briçonnet, übernahm ab 1518 Gedanken von Erasmus von Rotterdam und von Jacques Lefèvre d’Étaples. Unter dem Schutz der Margarete von Navarra führte er in seiner Diözese kirchliche Reformen ein und berief Lefèvre 1521 zum Generalvikar. Dieser brachte nach Meaux eine Gruppe von Freunden und Schülern mit, unter denen sich, vom Bischof eingeladen, auch Guillaume Farel befand.

### Evangelische Gemeinde in Meaux
Um 1523, also nur etwa sechs Jahre nach Martin Luthers Thesenveröffentlichung, entstand in Meaux eine kleine evangelische Gemeinde; die erste auf französischem Boden. Der Bischof duldete dies stillschweigend. Das Wachstum der Gemeinde machte eine weitere Geheimhaltung schließlich unmöglich.
Die wütenden Beschwerden einiger Mönche drohten, für den Bischof gefährliche Konsequenzen von staatlicher Seite her auszulösen. So gab Briçonnet seinen Reformkurs auf und zog die Predigterlaubnis für Farel und seine Freunde, die er ihnen gegeben hatte, im Jahre 1523 zurück. Farel widersetzte sich als Einziger und musste nach Paris ausweichen. Der Zirkel um Lefèvre löste sich auf. Dies verschlechterte die Situation der evangelischen Gemeinde in Meaux.

### Jean Leclerc
1524 gab Papst Clemens VII. eine neue Ablassbulle heraus, die Briçonnet an der Tür der Kathedrale von Meaux und an anderen exponierten Stellen anbringen ließ. Mancherorts wurden die Plakate heruntergerissen, stattdessen fanden sich an den Stadtmauern Aushänge, in denen der Papst als Antichrist beschrieben wurde.
Im Januar 1525 wurden römisch-katholische Gebetsformulare in der Kathedrale mit Messer- und Degenstichen zerstört, was ein deutliches Zeichen der bei den Wollkämmern und Walkern der Stadt durch das Lesen der Bibel immer stärker werdenden evangelischen Überzeugungen war.
Jean Leclerc, Pierres älterer Bruder, ebenfalls Wollkämmer, teilte ebenso wie sein Bruder diese Ansichten, was dazu führte, dass er sich an den beschriebenen Aktionen beteiligte. Jean Leclerc wurde an Ort und Stelle verhaftet und im März 1525 auf ein Dekret des Pariser Parlaments hin an drei aufeinanderfolgenden Tagen öffentlich ausgepeitscht und vom Henker auf der Stirn gebrandmarkt, in Anwesenheit seiner Mutter, die ausrief: „Es lebe Jesus und sein Banner!“.
Er wurde verbannt und zog im Juli 1525 nach Metz, wo er weiter in seinem Beruf arbeitete. Später beging er ein ähnliches Delikt: Er hörte von einer feierlichen Prozession, die am nächsten Tag in der Umgebung der Stadt stattfinden sollte. Blind vor Eifer ging er an den Ort, an dem die Prozession stattfinden sollte, und brach die Bilder von den Sockeln, auf denen Weihrauch verbrannt werden sollte. Auf dem Rückweg in die Stadt wurde er verhaftet, machte keinerlei Anstalten, seine Tat zu leugnen, sondern gab sie voller Genugtuung zu. Seine Strafe bestand darin, dass seine rechte Hand abgehackt und seine Nase abgerissen wurde. Seine Arme wurden mit Zangen gefoltert, seine Brustwarzen wurden herausgerissen und sein Kopf wurde in zwei Ringe aus rotglühendem Eisen geklemmt. Während Jean Leclerc noch den Vers
„Ihre Götzen aber sind Silber und Gold,
von Menschenhänden gemacht.“
aus Psalm 115 (Ps 115,4 ) rezitierte, wurde er, blutend und verstümmelt, auf das lodernde Reisig geworfen und lebendig verbrannt. Jean Leclerc wurde damit zum ersten evangelischen Märtyrer Frankreichs.

### Zunehmende Verfolgung
Das Vorbild Jean Leclercs brachte die evangelischen Christen in Meaux dazu, Farbe zu bekennen. Der erste Märtyrer der Gemeinde vor Ort wurde der junge Geistliche Jacques Pouent, der lutherische Bücher übersetzt hatte. Briçonnet erlaubte seine Verurteilung. Pouent wurde auf der Place de Grève zur Verbrennung an einen Pfahl gebunden. Seine Rede vor den Umstehenden entfaltete eine solche Wirkung, dass Pierre Cornu, der an der Sorbonne lehrte, urteilte: „Es wäre besser, die Kirche hätte es sich eine Million in Golddukaten kosten lassen, um die Rede Pouents an das Volk zu verhindern. Der Tod dieses Menschen hat ihm so zahlreiche Nachfolger verschafft, dass man sie niemals wird völlig ausrotten können.“
Briçonnet versuchte, die gewaltsame Vorgehensweise des Franziskanerordens zu bekämpfen. Obwohl er seine Unschuld beteuerte, musste er sich selbst vor dem Pariser Parlament, das als Gericht fungierte, verantworten. Das Parlament befahl weitere Verhaftungen. Zahlreiche evangelische Christen wurden von Meaux nach Paris gebracht und dort inhaftiert. Es handelte sich um einfache Personen niederen Standes. Einige Personen aus dem Umfeld Briçonnets, die eine indifferente Position zur Reformation eingenommen hatten, sollten ebenfalls vor Gericht gestellt werden. Jacques Lefèvre d’Étaples und der königliche Hofprediger Roussel konnten mit Briçonnets Hilfe nach Straßburg fliehen; Andere aus ihrem Kreis gelangten nach Basel.
Die zunehmende Verfolgung der evangelischen Gemeinde in Meaux unter Bischof Briçonnets Nachfolger Antoine Duprat brachte das Gemeindeleben fast völlig zum Erliegen. Einige Gemeindemitglieder hielten aber an der evangelischen Lehre fest.
1528 wurde in Meaux eine angebliche Bulle des Papstes angebracht, in der zum Lesen und der Verbreitung der Schriften Martin Luthers aufgefordert wurde.
Guillaume Briçonnet starb am 24. Januar 1534 in seinem Schloss zu Aimans. Er hatte sich aus der Kirchenpolitik zurückgezogen und zuletzt klar auf der Seite der römisch-katholischen Lehre gestanden. Sein Nachfolger wurde am 5. Mai Antoine Duprat; der schon am 9. Juli 1535 ebenfalls starb. Am 13. August folgte Jean XIV. de Buz, in dessen Amtszeit die im nächsten Kapitel beschriebenen Ereignisse um Pierre Leclerc fielen.

## Leben

### Hauptpastor von Meaux
Die kleine Gruppe, die von der evangelischen Gemeinde in Meaux übrig geblieben war, nahm 1546 die von Johannes Calvin konzipierte Kirchenorganisation mit einem Ältestenrat an. Als Vorbild diente dabei die acht Jahre zuvor von französischen Flüchtlingen in Straßburg gegründete Gemeinde, die von Calvin geleitet wurde, und zu der enge Verbindungen bestanden, da auch die meisten evangelischen Christen aus Meaux dorthin geflohen waren.
Auf die Wahl des Hauptpastors, das heißt, des Predigers und Verwalters der Sakramente, bereitete die Gemeinde sich mit einigen Tagen des Fastens und des Gebets vor. Die Wahl fiel auf Pierre Leclerc, der als unbescholten und bibelfest galt. Die regelmäßigen sonn- und feiertäglichen Gottesdienste fanden in der Nähe des Marktes im Haus eines älteren Bürgers namens Etienne Mangin statt. Dort legte Leclerc die Schrift aus; die Gemeinde betete, sang Psalmen und geistliche Lieder. Dort schworen sie römisch-katholischen Praktiken ab, die sie für götzendienerisch hielten, wonach sie ein- oder zweimal das Abendmahl entsprechend der biblischen Überlieferung feierten. Kern der kleinen Gemeinde waren 40 bis 50 Gläubige, die auch an der Wahl Leclercs beteiligt waren. Es handelte sich größtenteils um einfache Leute beiderlei Geschlechts, aber auch Bürger. Erstmals und auch letztmals in Frankreich flossen hier und in dieser Phase lutherische und calvinistische Strömungen zusammen. Die gemeinsame Grundlage war die Bibel; Luther lieferte die Anstöße, Calvin die Gestaltung. Die Gemeinde war stark jenseitsorientiert und betrachtete sich als erlöst.
Unter Pierre Leclercs sorgfältiger Führung begann die Gemeinde wieder zu wachsen; auch Personen aus den Nachbardörfern in einem Umkreis von etwa 20 km oder mehr hörten die Predigten und feierten die Sakramente in Mangins Haus; 20 Jahre nach Jean Leclercs Tod trafen sich dort zwischen 300 und 400 evangelische Christen beider Geschlechter und aus allen Altersstufen. Dies führte zu ihrer baldigen Entdeckung und Beobachtung durch gegnerisch eingestellte Personen.
Sie wurden in der Tat von Freunden gewarnt, wachsam zu sein gegenüber den wohlüberlegten Plänen, welche gegen sie geschmiedet wurden. Die Antwort war, dass selbst die Haare auf ihren Köpfen gezählt seien, und dass das geschehen werde, was Gott wolle. (Vergleiche Mt 10,27-33  und Lk 12,1-12 .) Schließlich wurden die Behörden aufmerksam.

### Festnahme
Am 8. September 1546, einem Tag, der von der römisch-katholischen Kirche als Mariä Geburt gefeiert wird, kam um 7 Uhr morgens ein Informant zum Magistrat, der erklärte, dass die Gemeinde bereits dabei sei, sich zu versammeln. Als der Magistrat der Stadt diese Nachricht erhielt, begab er sich zu dem Haus des Mangin, in dem der Gottesdienst stattfand. Auch der Propst mit seiner Eskorte und einigen Offiziellen, ebenso wie der Offizier, der für die Überwachung von Verhaftungen und Bestrafungen von Räubern im fraglichen Distrikt zuständig war, kamen hinzu. Auch er wurde von einer großen Schar begleitet. Das Haus wurde von der Gendarmerie umzingelt.
Zu diesem Zeitpunkt befand sich Pierre Leclerc in der Mitte der Gemeinde und legte einen bestimmten Abschnitt des ersten Briefs des Paulus an die Korinther aus. Alle waren in einem Obergemach versammelt. Die Begleiter des Offiziers, die hier eintraten, blieben für eine Weile in einer stillen Gruppe wie vom Donner gerührt stehen. Der Examinator fragte ausführlich, was so viele Personen hier zusammengebracht habe, und sie davon abgehalten habe, ihre eigenen Gemeinden zu besuchen. „Hauptsächlich das, was Du siehst,“ antwortete Leclerc, „aber warte geduldig, bis wir diese Verpflichtungen abgeschlossen haben.“ Die anderen Offiziere des Magistrats entgegneten: „Nein, sondern ihr müsst ins Gefängnis gehen.“ „Lasst uns gehen,“ sagte Leclerc, „wenn es Gottes Wille ist.“ Im selben Moment wurde er gebunden und gefesselt.
Etwa 3 Kinder, 19 Frauen und 41 Männer, Leclerc mitgezählt, wurden verhaftet. Die Festgenommenen leisteten keinerlei Gegenwehr; Leclercs freundliches Verhalten wurde von den anderen übernommen. Eine junge Frau unter ihnen, wohl noch zu jung, um den Grad der Feindschaft zu verstehen, mit dem der Verkündung hier begegnet wurde, soll den Vorgang dem Magistrat gegenüber allerdings mit den Worten „Wenn ihr mich in einem unzüchtigen Frauenhaus oder sonst einem unehrlichen, schamlosen Ort würdet gefunden haben, so würdet ihr mich nicht also gebunden und von dannen weggeführt haben.“ (nach der Übersetzung des Märtyrbuches) kommentiert haben. Der Magistrat nutzte seine Autorität, um sie zum Schweigen zu bringen, und befahl, die gesamte Versammlung ins Stadtgefängnis bringen zu lassen.
Es war eine ungewöhnlicher Anblick, als so viele Personen beiderlei Geschlechts sich von einer vergleichsweise kleinen Gruppe widerstandslos wegführen ließen. Wenn sie irgendeinen Willen zum Widerstand gezeigt hätten, so hätten sie von ihren Verwandten und Nachbarn, die sich in der Stadt befanden, problemlos befreien lassen können. Sie waren aber weit davon entfernt, mit Gewalt oder Aufruhr vorzugehen. Sie wirkten fast unbekümmert und fröhlich und sangen Psalmen, insbesondere Psalm 79 (Ps 79,1-13 ), der von den Feinden Gottes handelt, die in den Tempel eindringen.
Sobald sie im Gefängnis eingeschlossen worden waren, wurden Ermittlungen gegen ihre „pietätlosen Treffen und Konventikel“, wie ihre Gottesdienste tituliert wurden, aufgenommen. Unter anderen Anschuldigungen wurde als die schwerste gegen sie vorgebracht, dass sie es gewagt hatten, das Abendmahl zu feiern. Allein die Vorstellung wurde als Angriff auf das Priestertum gewertet, da hierdurch dessen Daseinsberechtigung in Frage gestellt wurde, und dessen wohlgehütete Autorität in die Hände von Laien zu entgleiten drohte. Die Privilegien des Klerus hätten sich hierdurch in Rauch auflösen können.
Sobald die Ermittlungen sichergestellt hatten, dass die Anklage nicht gefährdet werden konnte, wurden die Verhafteten auf Wagen gebunden und nach Paris gebracht. Es gab nicht einmal so viel Strohabfall, dass die Gefangenen darauf hätten ruhen können. Die Reise erfolgte in großer Eile; es wurde keine Unterbrechung oder Erholung gewährt. Der Transport verursachte bei mehreren Gefangenen Knochenbrüche. Obwohl sehr viele von ihnen von Alter und Mühen gezeichnet und von den Strapazen und den Erschütterungen der Gefährte geschwächt waren, hörten sie nicht auf, sich auf dem Weg zu ermahnen und zu ermutigen. Als sie in der Hauptstadt anlangten, sangen sie auf dem Weg ins Palastgefängnis noch immer Psalmen, wo sie nur empfangen wurden, um weiteren schweren Qualen ausgesetzt zu werden.

### Prozess
Die Verhandlung wurde vom Parlament durchgeführt. Hauptanklagepunkt war die Feier des Abendmahls ohne Autorisation durch die römisch-katholische Kirche und das Hören der öffentlichen Bibellesungen Pierre Leclercs auf Französisch. Einige der Angeklagten mussten öffentlich widerrufen.
Es wurde mit größter juristischer Härte vorgegangen, besonders gegen 14 der Gemeindemitglieder, deren Namen überliefert sind, und die als die Vierzehn von Meaux bekannt wurden, allesamt Männer, darunter wiederum Leclerc, die sich im Bekenntnis ihres Glaubens als besonders standhaft erwiesen hatten und sich deshalb den schwersten Anschuldigungen ausgesetzt sahen. Diese wurden am 4. Oktober wegen „Ketzerei, verruchter Gotteslästerung, Konventikelwesen und verbotener Versammlungen, Schisma und fehlbarer Handlungen“ zur schwersten Folter, die das Gesetz erlaubte, die sie trotz ihrer auf dem Transport erlittenen Verletzungen zu erdulden hatten, verurteilt. Danach sollten sie auf Geflechten zum großen Marktplatz von Meaux, nahe dem Haus Etienne Mangins, geschleift und anschließend dort öffentlich bei lebendigem Leibe verbrannt werden. Es handelte sich um folgende Personen:
- Pierre Leclerc
- Etienne Mangin
- Jaques Bouchebec
- Jean Brissebarre
- Henri Hutinot
- Thomas Honnoré
- Jean Baudouin
- Jean Flesche
- Jean Piquery
- Pierre Piquery
- Jean Matheflon
- Philippe Petit
- Michel Caillon
- François Leclerc

Personen, die weniger verdächtig hinsichtlich der Standfestigkeit ihres evangelischen Glaubens waren, erhielten geringere Strafen. Dies betraf beide Geschlechter. Fünf wurden ausgepeitscht und verbannt; zehn, allesamt Frauen, wurden freigelassen; die übrigen erhielten unterschiedlich abgestufte Bußstrafen. Einige wurden dazu verurteilt, dass sie bei den Hinrichtungen in schändlichen Positionen zusehen mussten. Einer von ihnen sollte unter den Achseln aufgehängt werden, mit dem Hals in einer Schlinge, während er bei den Hinrichtungen zusehen sollte. Auch einige der Frauen sollten bei der Verbrennung der Männer zusehen.
Das Parlement stellte fest, dass der Bischof sich sträflicher Nachlässigkeit schuldig gemacht habe, indem er solche Versammlungen erlaubt hätte. Die Beweise zeigten an, dass sich eine Unzahl an „Lutheranern und Ketzern“ in Meaux befänden, zusätzlich zu den Vorgeführten. Sie alle sollten ausfindig gemacht werden. Alle Bücher in der Stadt, welche die christliche Religion betrafen, sollten innerhalb von acht Tagen im Archiv niedergelegt werden. Spezielle Predigten sollten gehalten und Sühneprozessionen abgehalten werden.
Das Urteil wurde in Paris veröffentlicht, um die Erinnerung an den Vorfall zu verewigen.
Erster Präsident des Gerichts zu dieser Zeit war Pierre Liset. Er brachte die übrigen senatorischen Richter dazu, die 14 Todeskandidaten voneinander zu trennen. Sie wurden zunächst einzeln auf verschiedene Klöster verteilt. Dort sollten sie widerrufen, was durch die Isolation voneinander erleichtert werden sollte. Sie verweigerten dies aber.
Das Haus, welches ihren Versammlungen gedient hatte, wurde entsprechend dem Beschluss des Parlements vollständig abgerissen, als ewiges Zeichen ihrer „Pietätlosigkeit“, wie den Verurteilten gesagt wurde. An seiner Stelle wurde eine Kapelle zu Ehren des Heiligen Sakraments errichtet. Dort sollte jeden Donnerstag eine Messe gelesen werden, zur Verehrung der Hostie, entsprechend der römisch-katholischen Transsubstantiationslehre. Diese Maßnahmen wurden mit dem konfiszierten Besitz der Verurteilten finanziert.

### Rückführung nach Meaux
Zur Vollstreckung der Todesurteile wurden die Gefangenen nach Meaux zurückgebracht; die Hinrichtungen sollten auf dem großen Marktplatz stattfinden, um die Bestrafung so nah wie möglich am Ort des „Verbrechens“ durchzuführen. Bei der Überführung der Gefangenen nach Meaux ritten Maillardus und Picard, zwei hochrangige Theologen, die an der Sorbonne promoviert hatten, auf Mauleseln mit diesen mit und versuchten, sie von ihrem evangelischen Glauben abzubringen. Als Leclerc dies zu viel wurde, antwortete er Picard: „Pack dich von uns, Satan, und verhindere uns nicht in der Betrachtung der großen Wohltaten, die uns Gott durch seinen Sohn Jesum erzeigt hat, an welchem uns viel mehr gelegen ist als an deinem Geschrei.“ (Wiederum nach dem Märtyrbuch.) Auf Leclercs Frage, was die Grundlage ihrer Transsubstantiationslehre sei, und ob sie beim Verzehr des Brotes und Weines auch nur einmal andeutungsweise das Fleisch und Blut Christi geschmeckt hätten, mussten sie die Antwort schuldig bleiben.
Im Dorf Couberon in der Nähe des Waldes von Livry ermunterte ein Leineweber die Todeskandidaten am 5. Oktober mit den Worten „Brüder, denkt an Den, der im Himmel ist“ zum Martyrium. Die Bogenschützen, welche die Eskorte bildeten, ergriffen ihn, und warfen ihn zu den Gefangenen auf den Karren, die sich durch ihn, der nun ihr Schicksal teilen sollte, bestätigt sahen.

### Folter
Ziel der als „außerordentlich“ bezeichneten Folter war, dass die Verurteilten weitere evangelische Christen denunzieren sollten. Keiner von ihnen konnte dazu gebracht werden. Einer der Gefolterten soll zu den Folterknechten gesagt haben: „Nur tapfer drauf auf diesen elenden Leib. Verschont seiner nicht, der dem Geist und seinem Schöpfer manchmal so widerspenstig gewesen ist.“ (Siehe Märtyrbuch)

### Hinrichtung
Die Ehefrauen der Todeskandidaten und ihre nächsten Verwandten waren dazu verurteilt worden, bei den Hinrichtungen am 6. Oktober auf dem Marktplatz anwesend zu sein. Die Männer hatten barhäuptig zu gehen, die Frauen an deren Seite, um die Ehefrauen und Verwandten von den übrigen Zuschauern unterscheiden zu können. Die fünf zu Auspeitschung und Verbannung Verurteilten mussten die Hinrichtungen auf Parlamentsbeschluss unter den Achseln aufgehängt verfolgen. Die übrigen Verurteilten mussten Stricke um den Hals tragen.
Die Todeskandidaten wurden um 14 Uhr aus dem Kerker geholt. Etienne Mangin und Pierre Leclerc wurden auf Geflechten zu den im Kreis aufgestellten Pfählen getragen, die übrigen wurden mit Karren zur Richtstätte gebracht. Sechs der Todeskandidaten waren bereit, bei einem Priester die Beichte abzulegen. Dadurch entgingen sie der zusätzlichen Strafe, welche den anderen zum Tode Verurteilten zuteilwurde: Diesen wurde vor der Verbrennung die Zunge herausgeschnitten, die übliche Strafe für jene, die „unbußfertig“ starben. Bisweilen wird vermutet, dass damit auch verhindert werden sollte, dass die Zuschauer von den Worten der Hinzurichtenden verführt werden könnten.
Als Erster wurde Etienne Mangin aufgefordert, die Zunge herauszustrecken, was er bereitwillig tat. Es wurde behauptet, Mangin habe, nachdem ihm die Zunge herausgeschnitten worden war und er das Blut ausgespuckt hatte, noch dreimal verständlich sagen können: „Le nom de Dieu soit beni.“ (Zu Deutsch: „Der Name des Herrn sei gelobt.“) Das Märtyrbuch von Crespin und Corvinus zieht dabei den Vergleich mit dem altkirchlichen Märtyrer Romanus von Cäsarea, von dem Prudentius ebenfalls behauptet, er habe nach Amputation seiner Zunge noch mit verständlichen Worten den christlichen Glauben bekennen können, ein legendarisches Motiv, das als elinguis eloquentia bekannt ist.
An ihre Pfähle gebunden, konnten sie sich gegenseitig ansehen und Mut zusprechen. So wurde Leclerc gemeinsam mit dem Leineweber und den anderen zum Tode Verurteilten lebendig verbrannt. Es wurde berichtet, dass einige von ihnen noch bis zum letzten Atemzug laut Gott lobten. Gleichzeitig schrien gegnerisch eingestellte Zuschauer vor Wut und Priester sangen lautstark das O salutaris hostia und das Salve Regina, womit sie die Verurteilten übertönten.
Anschließend erfolgte die Auspeitschung der fünf dazu Verurteilten, die danach inhaftiert wurden. Die übrigen Verurteilten mussten auf Parlamentsbeschluss um Vergebung für ihr „Verbrechen“ bitten und an einer Bußprozession teilnehmen.

## Predigt gegen Leclerc und die anderen Hingerichteten
Picard trat am 7. Oktober in einer prächtigen Prozession noch einmal bei schönem Wetter auf den Marktplatz, auf dem die Reste der Scheiterhaufen noch schwelten, und predigte unter einem Baldachin aus Goldstoff in einer Festpredigt zum Abschluss der Urteilsvollstreckung gegen die am Vortag verbrannten Personen. Dabei soll er gesagt haben, wer selig werden wolle, müsse glauben, dass die Hingerichteten nun die Höllenstrafe zu erdulden hätten. Selbst wenn ein Engel etwas anderes behaupte, solle man ihm nicht glauben. Gott wäre nicht Gott, wenn er die Verbrannten nicht verdamme.
Picards Rede soll auch auf Zuhörer, die nicht der Reformation zuneigten, nicht sehr überzeugend gewirkt haben, da seine Darstellung der Hingerichteten nicht dem Bild entsprach, dass sich die Personen, welche diese persönlich gekannt hatten, zu deren Lebzeiten von ihnen gemacht hatten, insbesondere deren Angehörige.

## Weitere Hinrichtungen
Die evangelische Gemeinde von Meaux war damit zunächst zerschlagen, die Überlebenden brachten die Reformation aber in andere Städte Frankreichs und auch in Meux bildete sich wieder eine reformierte Gemeinde. Im Jahre 1546 waren bereits fünf weitere evangelische Christen in Paris verbrannt worden, darunter der gelehrte Drucker Étienne Dolet, weitere starben in den Provinzen. 1547 folgten weitere Hinrichtungen, der Politik Franz´ I. entsprechend.

## Gedenktag
6. Oktober im Evangelischen Namenkalender, zusammen mit den anderen am 6. Oktober 1546 in Meaux verbrannten Männern.
Ein inoffizieller Gedenktag für Leclerc an einem anderen Datum findet sich bereits in C. Goltwurms Kirchen-Kalender von 1559. Der heute übliche Termin wurde, zunächst ebenfalls inoffiziell, von Jörg Erb für sein Buch Die Wolke der Zeugen (Kassel 1951/1963, Bd. 4, Kalender auf S. 508–520) eingeführt. Die Evangelische Kirche in Deutschland übernahm im Jahre 1969 diesen Gedenktag in den damals eingeführten Evangelischen Namenkalender, seitdem hat dieser evangelische Gedenktag offiziellen Charakter.

## Gedenktafel
An der reformierten Kirche St. Nicolas in der Rue du Faubourg in Meaux erinnert eine Gedenktafel an die 14 von Meaux.